# Vihtanen (sjö)
Vihtanen är en sjö i Finland. Den ligger i kommunerna Hankasalmi, Rautalampi och Pieksämäki i landskapen Mellersta Finland och Norra Savolax och Södra Savolax, i den centrala delen av landet, 270 km norr om huvudstaden Helsingfors. Vihtanen ligger 107,3 meter över havet. Den är 11 meter djup. Arean är 4,34 kvadratkilometer och strandlinjen är 25,02 kilometer lång. Sjön  ingår i Kymmene älvs huvudavrinningsområde.   I omgivningarna runt Vihtanen växer i huvudsak barrskog. Den sträcker sig 3,9 kilometer i nord-sydlig riktning, och 3,8 kilometer i öst-västlig riktning.
I övrigt finns följande i Vihtanen:
- Jaakonsaari (en ö)
- Kaniluoto (en ö)
- Jylhänsaari (en ö)
- Nuottasaari (en ö)
- Myllysaari (en ö)
- Leenankivi (en ö)